# Тихонов, Василий Иванович (Герой Советского Союза)
Васи́лий Ива́нович Ти́хонов (1912—1939) — младший политрук Рабоче-крестьянской Красной Армии, участник боёв на реке Халхин-Гол, Герой Советского Союза (1939).

## Биография
Василий Тихонов родился 31 января 1912 года в деревне Жаркое (ныне — Кораблинский район Рязанской области). После окончания начальной школы работал в колхозе. В 1935 году Тихонов был призван на службу в Рабоче-крестьянскую Красную Армию. Окончил школу младших командиров и окружные курсы политруков.
Участвовал в боях на реке Халхин-Гол, будучи политруком роты отдельного разведбатальона 9-й мотоброневой бригады 1-й армейской группы. 2 июля 1939 года в критический момент боя Тихонов заменил собой выбывшего из строя командира роты и возглавил отражение нескольких японских контратак. 3 июля 1939 года он погиб в бою. Похоронен на месте боёв.
Указом Президиума Верховного Совета СССР от 17 ноября 1939 года за «мужество и героизм, проявленные при выполнении воинского и интернационального долга» младший политрук Василий Тихонов посмертно был удостоен высокого звания Героя Советского Союза. Также посмертно был награждён орденом Ленина.